# میرک‌آباد
میرک‌آباد ، روستایی از توابع بخش مرکزی شهرستان مهریز در استان یزد ایران است. شغل اکثر مردم این روستا کشاورزی و دامداری است. از محصولات کشاورزی آن می توان به گندم و انار اشاره کرد. این روستا از لحاظ فرهنگ مذهبی غنی است و فرزندان زیادی را در دوران جنگ ایران و عراق از دست داده است.

## جمعیت
این روستا در دهستان خورمیز قرار دارد و براساس سرشماری مرکز آمار ایران در سال ۱۳۸۵، جمعیت آن ۵۷۱ نفر (۱۷۰خانوار) بوده‌است.